# Stadio Hirnyk
Lo stadio Hirnyk (in ucraino Стадіон Гірник?, Stadion Hirnyk) è un impianto sportivo situato a Kryvyj Rih, città dell'Ucraina. 
Lo stadio è usato per le gare casalinghe del Kryvbas dal 2020. In precedenza ha ospitato le gare interne dell'Hirnyk Kryvyj Rih. L'impianto, inaugurato nel 1956, in seguito alla ristrutturazione del 2020 ha una capienza di 2 500 spettatori.